# Apollodoto I
Apollodoto I (in greco antico: Ἀπολλόδοτος ὁ Σωτήρ?, Apollódotos ho Sōtér, "Apollodoto il Salvatore"; fl. II secolo a.C.) è stato un sovrano indo-greco tra il 180 e il 160 a.C. circa.
Governò nelle regioni occidentali e meridionali del regno, da Taxila in Punjab fino al Sindh e forse al Gujarat.

## Regno
Apollodoto non fu il primo a coniare monete bilingui al di fuori della Battria, regione d'origine del Regno greco-battriano che nel frattempo si era espanso in India, ma fu il primo sovrano greco a regnare esclusivamente sull'India, e dunque è considerato il fondatore del Regno indo-greco. Secondo lo storico William Woodthorpe Tarn, Apollodoto era uno dei generali di Demetrio I, il re greco-battriano che invase l'India nord-occidentale dopo il 180 a.C.; Tarn era in dubbio se Apollodoto avesse fatto parte o meno della famiglia reale. Studiosi successivi hanno generalmente accolto la ricostruzione di Tarn, sebbene con una certezza minore, in quanto le monete da lui coniate forniscono pochi indizi.
Apollodoto fu il predecessore in India di Antimaco II, oppure regnarono contemporaneamente, Antimaco sui territori più occidentali, vicini alla Battria; ad ogni modo, il principale successore di Apollodoto fu Menandro I, e i due re sono menzionati da Pompeo Trogo come sovrani di spicco del regno indo-greco.
Il Periplus Maris Erythraei, un'opera del I secolo, è testimone del regno di Apollodoto e dell'influenza degli Indo-greci in India: «Fino al giorno d'oggi antiche dracme sono moneta corrente in Barygaza, provenendo da questo paese, recando iscrizioni in lettere greche, e le insegne di coloro che regnarono dopo Alessandro, Apollodoro [sic] e Menandro».

## Monetazione
La monetazione di Apollodoto, insieme a quella di Menandro I, è una delle più abbondanti tra quelle dei sovrani indo-greci. I ritrovamenti delle sue monete sono concentrati nel Punjab, nel Sindh e nel Gujarat, indicando così il limite inferiore dell'espansione indo-greca in India; questa situazione è suggerita anche dal Periplus Maris Erythraei, un documento romano del I secolo sul commercio con l'Oceano indiano, che descrive i resti della presenza greca nel porto strategico di Barygaza (Bharuch) in Gujarat; sebbene sia verosimile che Sindh sia entrata in suo possesso, non è noto se Apollodoto sia avanzato fino al Gujarat, dove governavano i Satavahana. Strabone (XI) descrive anche l'occupazione di Patalene (nei pressi del delta dell'Indo).
Apollodoto coniò anche un gran numero di monete quadrate bilingue secondo la monetazione indiana. A parte il consueto titolo regale, non è noto il significato degli animali raffigurati sulle monete. L'elefante sacro può essere il simbolo della città di Taxila; alternativamente, può essere un riferimento all'elefante bianco che nel sonno sarebbe entrato nel ventre della madre di Budda, la regina Maya, cosa che lo renderebbe simbolo del Buddismo, una delle religioni principali dei territori indo-greci. Il toro sacro potrebbe essere un riferimento a una città (Pushkhalavati) o una raffigurazione si Shiva, dunque un simbolo dell'altra principale religione del regno, l'Induismo; il fatto che il toro sia spesso raffigurato chiaramente eccitato, rinforza questa interpretazione (e quella che anche l'altro animale sia un simbolo religioso). Secondo Alfred Foucher, il toro rappresenterebbe la nascita di Budda, avvenuta durante il mese di Vaicakha (aprile-maggio, noto ai buddisti come Vesak), sotto il segno zodiacale del Toro, durante la luna piena. Ad ogni modo, prima di essere semplificati, i simboli delle prime monete di Apollodoto erano direttamente associati all'iconografia buddista, comprendendo la stupa sormontata da una stella, frequente anche sulle monete dell'Impero Maurya o su quelle del più tardo Regno Kuninda. Apollodoto utilizzò diversi standard monetari per la sua coniazione in argento, finché non scelse uno standard più leggero di quello attico, che poi sarebbe sopravvissuto per secoli, sebbene i sovrani successivi scegliessero normalmente di coniare monete tonde invece di quelle quadrate di stile indiano, come invece fece Apollodoto. Coniò anche alcune monete in bronzo con Apollo e un tripode, un tipo riutilizzato per secoli.
Una piccola serie di tetradracmi in standard attico e monolingui furono coniati per l'esportazione in Battria. È chiaro che Apollodoto scelse di utilizzare incisori battriani per coniare uno squisito ritratto realistico del re da uomo di età avanzata, con il copricapo macedone detto causia e al rovescio Pallade Atena che regge Nike, un motivo ellenistico molto diffuso e introdotto dal diadoco Lisimaco. Su queste monete Apollodoto non fa uso di epiteti.